# Prémios Autores de 2011
A 2.ª Edição dos Prémios Autores ocorreu a 21 de fevereiro de 2011, no Centro Cultural de Belém, Portugal.

## Vencedores e nomeados
NotaOs vencedores estão destacados a negrito.

### Artes visuais
- Melhor trabalho de fotografia
  - Street Photography – Exposição Tributo, de Rui Palha
  - Sequências de Luz – La Belle Lumiére de Mafalda Pires da Silva
  - Um Dia Pergunto o Teu Nome, de Cátia Alves

- Melhor exposição de artes plásticas
  - Viva a Republica, de Henrique Cayatte
  - Always, de António Viana
  - Antológica Eurico: Dádá-Zen, Pintura-Escrita 1949/2009, de Eurico Gonçalves

- Melhor trabalho cenográfico
  - Húmus, de Luís Castro
  - A Cidade, de Cristina Reis
  - A Rainha da Beleza de Leenane, de Marta Carreiras

### Cinema
- Melhor argumento
  - Duas Mulheres, de Rui Cardoso Martins e Tereza Coelho
  - Filme do Desassossego, de João Botelho
  - Mistérios de Lisboa, de Carlos Saboga

- Melhor atriz
  - Beatriz Batarda em Duas Mulheres
  - Maria João Bastos em Mistérios de Lisboa
  - Soraia Chaves em A Bela e o Paparazzo

- Melhor ator
  - Adriano Luz em Mistérios de Lisboa
  - Cláudio da Silva em Filme do Desassossego
  - Virgílio Castelo em Duas Mulheres

- Melhor filme
  - Filme do Desassossego, de João Botelho
  - José e Pilar, de Miguel Gonçalves Mendes
  - Mistérios de Lisboa, de Raúl Ruiz

### Dança
- Melhor coreografia
  - Electra, de Olga Roriz
  - Paisagens… Onde O Negro É Cor – Projecto Dedicatória 2010, de Paulo Ribeiro
  - Local Geographic, de Rui Horta

### Literatura
- Melhor livro infantojuvenil
  - A Contradição Humana, de Afonso Cruz
  - O Livro Dos Quintais, de Isabel Minhós Martins, ilustrado por Bernardo Carvalho
  - Pinguim, de António Mota, ilustrado por Alberto Faria

- Melhor livro de poesia
  - Depois De Dezembro, de António Carlos Cortez
  - Se As Coisas Não Fossem O Que São, de Helder Moura Pinheiro
  - Escarpas, de Gastão Cruz

- Melhor livro de ficção narrativa
  - Uma Viagem À Índia, de Gonçalo M. Tavares
  - Adoecer, de Hélio Correia
  - O Bom Inverno, de João Tordo

### Música
- Melhor canção
  - A Guerra Das Rosas, de Manuela de Freitas e José Mário Branco
  - Retrato, de Mário Cláudio e Bernardo Sassetti
  - Combate Com Batida, de Jorge Cruz

- Melhor trabalho de música erudita
  - Concerto Para Piano, de Sérgio Azevedo
  - O Sonho”, de Pedro Amaral
  - Luís De Freitas Branco – Orchestral Works, vol. 3 e 4, de Álvaro Cassuto

- Melhor disco
  - Carlos do Carmo Bernardo Sassetti, de Carlos do Carmo e Bernardo Sassetti
  - Graffiti, de Júlio Pereira
  - Mongrel, de Mário Laginha Trio

### Rádio
- Melhor programa de rádio
  - Pessoal… e Transmissível, de Carlos Vaz Marques
  - Heróis Como Nós, de Madalena Balça
  - Minuto a Minuto, de Nuno Domingues

### Teatro
- Melhor texto português representado
  - A Casa Dos Anjos, de Luís Mário Lopes
  - Tuning, de Rodrigo Francisco
  - Rua De Dentro, de Ana Vicente

- Melhor espetáculo
  - Quixote, de João Brites
  - Senhor Puntila e o Seu Criado Matti, de João Lourenço
  - Se Uma Janela Se Abrisse, de Tiago Rodrigues

- Melhor atriz
  - Isabel Abreu em Blackbird
  - Custódia Gallego em A Casa Dos Anjos
  - Elisa Lisboa em O Dia Dos Prodígios

- Melhor ator
  - Miguel Guilherme em Senhor Puntila e o Seu Criado Matti e Blackbird
  - Nuno Lopes em Um Dia Igual Aos Outros e A Cidade
  - Sérgio Praia em Senhor Puntila e o Seu Criado Matti e Com o Bebé Somos Sete

### Televisão
- Melhor programa de entretenimento
  - As Escolhas de Marcelo
  - As Horas do Douro
  - O Regresso dos Incríveis com Cristiano Ronaldo

- Melhor programa de ficção
  - Cidade Despida
  - Meu Amor
  - A Noite Sangrenta

- Melhor programa de informação
  - Condenados
  - O meu nome é Portugal
  - Prós e Contras

## Prémios Especiais

### Melhor Programação Cultural Autárquica
- Câmara Municipal de Lisboa

### Melhor Autor Internacional
- Patrice Chéreau

### Prémio Especial Vida e Obra
- Eduardo Lourenço